# Photograph (링고 스타의 노래)
〈Photograph〉는 1973년 음반 《Ringo》의 리드 싱글로 발매된 영국의 음악가 링고 스타의 노래이다. 스타는 비틀즈의 전 밴드 동료인 조지 해리슨과 함께 이 곡을 썼다. 비록 두 사람이 다른 작곡을 함께 했지만, 이 곡은 공식적으로 두 사람이 작곡한 유일한 곡이다. 솔로 가수로서 스타를 위한 상징적인 곡인 〈Photograph〉는 미국, 캐나다, 호주에서 싱글 차트에서 1위를 차지하며, 미국 판매 100만 건으로 골드 디스크 인증을 받았다.